# The Woman in Me (libro)
The Woman in Me —titulado en español: La mujer que soy— es un libro autobiográfico de la cantante estadounidense Britney Spears. Fue publicado el 24 de octubre de 2023 por Gallery Books, una división de Simon & Schuster. El libro tiene 288 páginas y se publicó en 26 idiomas.
The Woman in Me recibió críticas generalmente positivas de los críticos. El libro se convirtió en un éxito de ventas del The New York Times de los Estados Unidos, vendiendo 1.1 millones de copias en su primera semana. Hasta enero de 2024, vendió una cantidad estimada de 3 millones de copias impresas en todo el mundo.
Una adaptación cinematográfica dirigida por Jon M. Chu y producida por Marc Platt está actualmente en proceso en Universal Pictures.

## Antecedentes y lanzamiento
El 21 de febrero de 2022, se informó que Spears firmó un contrato de publicación de 15 millones de dólares para sus próximas memorias, uno de los acuerdos de publicación de libros más importantes de todos los tiempos. El 11 de julio de 2023, Spears anunció que el libro se titularía The Woman in Me y se publicaría el 24 de octubre de 2023. El título es una referencia a la letra de su canción «I'm Not a Girl, Not Yet a Woman» (2001), donde canta "I'm just trying to find the woman in me". Según se informó, fue escrito por Spears junto al periodista Sam Lansky.
El libro contiene 288 páginas y se publicó en 26 idiomas. Las memorias se publicaron en formato de audiolibro simultáneamente con las otras ediciones. Spears confirmó que no narrará completamente el audiolibro debido a su contenido "desgarrador y emocional", y reclutó a la actriz Michelle Williams para grabar la mayor parte del audiolibro, mientras que Spears participará leyendo su introducción. El libro fue promocionado en la revista People en donde Spears brindó información sobre su contenido, acompañada de una sesión de fotos de portada.

## Sinopsis
The Woman in Me narra el viaje de Spears hacia el estrellato, los publicitados desafíos que enfrentó y sus esfuerzos por liberarse de una tutela de larga data que una vez controló su vida.
Al comienzo de las memorias, Spears escribe que su abuela paterna, Jean, fue enviada a un asilo por el abuelo paterno de Spears. Su bebé de tres días había muerto y Jean estaba abrumada por el dolor. Mientras estaba en el asilo, a Jean le recetaron litio. Más tarde, se pegó un tiro sobre la tumba del niño. Spears escribe: “La tragedia viene de familia”.
Spears también escribe que fue promocionada como inocente, a pesar de que había sido fumadora habitual desde los 14 años y perdió su virginidad aproximadamente al mismo tiempo. En 2002, su exnovio Justin Timberlake la dejó por mensaje de texto en el set de un vídeo musical. Cuando queda embarazada de Timberlake, escribe que él la convence para que se someta a un aborto. Spears escribe que Timberlake la engañaba continuamente, escribiendo: "Los fotógrafos captaron a Justin con una de las chicas de All Saints en un coche".  Después de la ruptura, su imagen pública sufre, comienza a agotarse y comienza a abusar del medicamento recetado Adderall. También admitió que engañó a Timberlake con el bailarín Wade Robson. 
En sus memorias, describió su aventura sexual de dos semanas con el actor Colin Farrell. Spears escribió que el motivo de su matrimonio de 55 horas con Jason Alexander fue que estaba "borracha y muy aburrida". Ella escribió que su familia se enojó después de enterarse de su matrimonio. Spears escribió: "Le dieron demasiada importancia a la diversión inocente. Todos tienen una perspectiva diferente al respecto, pero yo no lo tomé tan en serio. Pensé que una boda tonta en Las Vegas era algo que la gente podría hacer como una broma. Luego vino mi familia y actuó como si yo hubiera iniciado la Tercera Guerra Mundial. Lloré el resto del tiempo que estuve en Las Vegas."
Conoce al bailarín Kevin Federline y tienen dos hijos juntos. Sufre depresión posparto, se afeita la cabeza y ataca con un paraguas el coche de un paparazzo.

## Recepción

### Crítica
El sitio web de recopilación de reseñas Book Marks recopiló 12 reseñas sobre el libro, cinco de las cuales se clasificaron como "rave", seis como "positivas" y una como "mixta". En general, el recibimiento se resumió como positivo.
El libro recibió elogios de The New York Times, Time, y The Los Angeles Times. En una reseña de la BBC, Mark Savage calificó el libro como "una historia enojada y con moraleja", mientras que The Independent lo llamó "crudo, sin filtros e impresionante en su furia". Escribiendo para Forbes, Toni Fitzgerald declaró que las memorias "cambia la conversación sobre salud mental" y el estrellato infantil.

### Comercial
Antes de su lanzamiento, The Woman in Me debutó en la cima de los libros de "nuevo lanzamiento" más vendidos de Amazon. Después de su publicación, apareció en las listas semanales de ventas de libros en varios países. En Estados Unidos vendió 1,1 millones de copias en su primera semana. Las cifras de ventas incluyen pedidos anticipados, ventas impresas, libros electrónicos y audiolibros. Las memorias se convirtieron en un éxito de ventas número uno del New York Times en su primera semana de publicación.
En el Reino Unido, The Woman in Me vendió 90.656 copias impresas en su primera semana, asegurándose el primer puesto en la lista oficial Top 50 del Reino Unido. Este logro lo convierte en el título de venta más rápida de Simon & Schuster. Se convirtió en la segunda memoria más vendida de 2023, sólo detrás de En la sombra (en inglés: Spare) del Príncipe Harry. La versión de audio también debutó en el número uno y las ventas de todas las versiones impresas y digitales combinadas alcanzaron las 170.000 unidades. En Alemania, la versión traducida del libro debutó en el número uno en la categoría de no ficción, mientras que la versión en inglés comenzó en el número cinco en la misma lista. En total, logró unas ventas de 120.000 copias. En Francia, el libro debutó en el puesto número uno de las listas de literatura de gran formato y de ensayo y alcanzó unas ventas de 15.000 ejemplares. En todo el mundo, al 1 de noviembre de 2023, vendió una cantidad estimada de 2,4 millones de copias en ventas impresas. Tres meses después de su lanzamiento, las memorias fueron consideradas el "título número uno más escuchado en Spotify".

### Impacto
El lanzamiento de The Woman in Me fue considerado un factor que ayudó a impulsar el crecimiento del mercado del libro en el Reino Unido. El libro se destacó como uno de los lanzamientos para impulsar las ventas antes de Navidad.
El lanzamiento del libro generó aumentos significativos en el streaming y las ventas de Spears. En los cuatro días previos al lanzamiento, su catálogo experimentó un aumento del 21% en reproducciónes oficiales en Estados Unidos, totalizando 8,89 millones en comparación con el período de seguimiento anterior del 13 al 16 de octubre, que tuvo 7,34 millones de reproducciónes. Además, las ventas digitales de Spears en Estados Unidos se duplicaron con creces durante estos períodos de cuatro días, pasando de menos de 1.000 ventas entre el 13 y el 16 de octubre a 2.300 una semana después.

## Premios y nominaciones
| Año  | Premiación              | Categoría                                        | Resultado | Ref.   |
| ---- | ----------------------- | ------------------------------------------------ | --------- | ------ |
| 2023 | Goodreads Choice Awards | Mejor memoria y autobiografía                    | Ganador   | [ 30 ] |
| 2024 | Audie Awards            | Mejor narrador de no ficción (Michelle Williams) | Nominado  | [ 31 ] |
| 2024 | British Book Awards     | Libro del año – No ficción: Narrativo            | Nominado  | [ 32 ] |

## Historial de publicación
- Gallery Books (2023): ISBN 1668009048